# عميدة شعلان
عميدة محمد شُعلان (بالإنجليزية: Amida Sholan) (ولدت في 24 يناير 1964)، أستاذة جامعية يمنية تحمل الحنسية الألمانية، مختصة في اللغات السامية والكتابات واللهجات العربية القديمة، وواحدة من أبرز العلماء في العالم في دراسات حضارات وتاريخ جنوب شبه الجزيرة العربية، وتعد إحدى النساء العربيات الرائدات في مجال الآثار وقراءة النقوش وتسجيلها.
حصلت عميدة على الدكتوراه في اللغات السامية من جامعة ماربورغ الألمانية، وأصبحت شعلان مرجعاً أساسيًا منذ وقت مبكر لعلماء كبار مثل فالتر فيلهلم مولر و"نوربرت نيبس".تعمل منذ 1999م أستاذ في جامعة صنعاء، في البداية كأستاذة مساعدة، واعتبارًا من عام 2005 كأستاذ مشارك. توقفت عميدة عن التدريس في أوائل عام 2008 لتتولى منصبًا في قسم الشؤون الثقافية في سفارة اليمن في برلين. بعد عدة سنوات، عادت عميدة شعلان إلى جامعة صنعاء، واعتبارًا من عام 2012 أصبحت بروفيسور في علم الآثار واللغات القديمة في جامعة صنعاء.
لعميدة شعلان العديد من المؤلفات والبحوث العلمية المنشورة بالمجلات العلمية المحكمة بلغات ثلاث (العربية، والإنجليزية، والألمانية)، تغطي مساهماتها البحثية مجموعة واسعة من المجالات: من الدراسات حول اللغويات والكتابات والمعجم العربي القديم إلى الموضوعات المتعلقة بعلم الآثار والثقافات في جنوب الجزيرة العربية. ولعميدة العديد من المشاركات بمؤتمرات علمية في الوطن العربي والعالم. إلى جانب ذلك، تقوم بالتنقيب لتوثيق اللقى الأثرية والنقوش من المواقع الآثارية التاريخية، ودراستها وفق المنهج العلمي.

## حياتها
ولدت عميدة شعلان في تعز، اليمن ،عام 1964. وبينما كان أكثر من ثلثي النساء في اليمن أميات، ذهبت إلى جامعة اليرموك في الأردن بمنحة من عام 1989 إلى عام 1992 لدراسة علم الآثار. وكانت هذه بمثابة الخطوة الأولى نحو ألمانيا، حيث قامت الجامعة بالتبادل مع العلماء والباحثين الألمان.

### التعليم
- دكتوراه في مجال اللغات السامية القديمة من قسم كلية اللغات والثقافات من جامعة ماربورغ الألمانية عام 1999، بتقدير عام ممتاز. عنوان الأطروحة "أسماء النساء في النقوش اليمنية القديمة".
- ماجستير في مجال الآثار من قسم الآثار والأنثروبولوجيا من جامعة اليرموك عام 1992، بتقدير ممتاز. عنوان الأطروحة "عادات الدفن في حضرموت دراسة إثنو أثرية".
- بكالوريوس الآثار من كلية الآداب، جامعة صنعاء، عام 1986م.

### التدريس الجامعي
- بروفيسور في قسم الآثار والسياحة - كلية الآداب - جامعة صنعاء (2012م – حتى الآن).
- أستاذ مشارك في قسم الآثار - كلية الآداب - جامعة صنعاء (2005م - 2012م).
- أستاذ مساعد في قسم الآثار والمتاحف - جامعة ذمار (2002م -2004م).
- أستاذ مساعد في قسم الآثار - كلية الآداب - جامعة صنعاء (1999م -2004م).
- محاضرة في قسم الآثار - كلية الآداب - جامعة صنعاء (1992م -1994م).
- معيدة في قسم الآثار - كلية الآداب - جامعة صنعاء (1987 -1989م).

## الإصدارات العلمية والأبحاث

### بالعربية
- 2013: عائلة "ح د ث م" في ذكرها الأول في نقش سبئي.[5]
- 2006: دمى طينية حيوانية غير منشورة من متحف قسم الآثار- جامعة صنعاء، مجلة أدوماتو.[6]
- 2006: “دراسة تحليلية لنقش معيني جديد.[7]
- 2005: دراسة تحليلية لنقش سبئي جديد من المتحف الوطني بصنعاء، دراسات سبئية.[8]
- 2005: دراسة تحليلية لنقش سبئي جديد على مبخرة.[9]
- 2005: دراسة تحليلية لنقش سبئي جديد في ثعيلة، مجلة جامعة الملك سعود.[10]
- 2005: نقوش سبئية جديدة: دراسة تحليلية في دلالاتها اللغوية والتاريخية.
- 2004: الدور الاجتماعي للمرأة في اليمن القديم. دراسة من واقع النقوش اليمنية القديمة.[11]
- 2003: نقش سبئي جديد من جَدْران.[12]
- 2002: نقوش جديدة من متحف قسم الآثار.[13]
- 2002: نقش جديد من نقوش ذي سماوي.[14]
- 1992: عادات الدفن في حضرموت : دراسة إنثنو-أثرية.[15]
- 1991: النشاطات الأثرية في اليمن.[16]

### بالإنجليزية ولغات أخرى
- 2015: A New Ḥimyaritic Inscription from Ŝibām Kawkabān dated to the Year 487 of the Ḥimyaritic Era.[17]
- 2014: Eine neue sabäische Inschrift aus dem Museum der Universität Ṣana̔ā̕.[18]
- 2013: An Inscribed Golden Amulet of the Goddess UzzayÁn.[19]
- 2013: A Minaean Inscription on a Bronze Vessel Addressed to Waddum.[20]
- 1999: Frauennamen in den altsüdarabischen Inschriften, Hildesheim.[21]
- 1996: Unpublished terracotta figurines in the Museum of the Archaeology Department, Sana'a University, Yemen.[22]